# Белоруска Совјетска Социјалистичка Република
Белоруска Совјетска Социјалистичка Република (блр. Беларуская Савецкая Сацыялістычная Рэспубліка; рус. Белору́сская Сове́тская Социалисти́ческая Респу́блика) је била једна од република које су сачињавале Совјетски Савез. Једна је од земаља оснивачица Совјетског Савеза 1922. године, заједно са Украјинском ССР, Закавкаском СФСР и Руском СФСР.
Белоруска ССР је првобитно била конституисана као Социјалистичка Совјетска Република Белорусија, 1. јануара 1919. године, која је постојала све до 1922, када је њен статус коначно дефинисан. Белорусија је за време Другог светског рата била једна од совјетских република које су национал-социјалисти у целости окупирали.
Иако је Белоруска ССР била саставни део СССР, имала је сопствено седиште у Уједињеним нацијама, и спада у земље осниваче УН, исто као и Украјинска ССР.

## Историја

### Почеци
Током Првог светског рата, бојишница на Источном фронту била је удаљена 100 км од Минска, тада главног града Западне Области Руске Империје. По почетку Октобарске револуције 7. новембра 1917. године по новом календару, Совјет радника и војника у Минску заузео је град.
Фебруара 1918. године, након неуспелих договора око коначне верзије Брест-литовског мира Немци су окупирали велик део Минског говернатората, због чега је седиште Западне Области премештено у Смоленск. Четири дана након почетка немачке окупације, у Минску је проглашена Белоруска Народна Република, de facto марионетска држава Немачке.

### Оснивање совјетске републике
Белорусија је 25. марта 1918. године прогласила независност од Руског царства. Након немачког повлачења пред крај Првог светксог рата, ова република је укинута. Првог јануара 1919. године у Смоленску је проглашена Социјалистичка Совјетска Република Белорусија, чији је источни део територије инкорпориран у Руску СФСР, а западни у Литванско-Белоруску Совјетску Социјалистичку Републику. Ову републику срушила је пољска војска приликом пољског напада на совјетску Русију 1919. године.
Након окончања Пољско-совјетског рата и склапања мировног уговора у Риги, марта 1921. године, западна половина Белорусије припала је Пољској, а у источном делу поново је прокламована ССР Белорусија са главним градом Минском. ССР Белорусија је 30. децембра 1922. године била једна од земаља оснивачица Совјетског Савеза, након чега је променила име у Белоруска Совјетска Социјалистичка Република.
Територија Белоруске ССР повећана је 1924. и 1926. године, када су јој придружене источне покрајине које си је Руска СФСР прикључила мировним уговором у Риги, 1921. године. Тиме се површина републике повећала са 51.800 четворних километара на 124.320, а популација са 1,5 милиона на готово 5 милиона становника.

### Други светски рат
Септембра 1939. године, Совјетски Савез је анектирао источни део Пољске, односно западну Белорусију и тај део територије припојио Белоруској ССР. Део око града Вилњуса 1940. године је издвојен из Белоруске ССР и прикључен новооснованој Литванској ССР.
Нападом Немачке на Совјетски Савез 1941. године, одређен број Белоруса је, након негативног искуства са колективизацијом и чисткама, дочекао Немце као ослободитеље. Међутим, Немци су намеравали да 25% Белоруса подвргну германизацији, 75% протерају или побију, те да територију Белорусије поделе Литванији и Украјини. Током три године окупације, Немци су уништили велик број села, вршили масовне егзекуције Јевреја и остале злочине. За време рата укупно је страдало 2 милиона становника Белорусије.

### Послератно раздобље
Након Другог светског рата, Белоруска ССР је, уз Руску СФСР и Украјинску ССР, добила место у Организацији уједињених нација, чиме је била једна од земаља оснивачица УН. Овај потез био је део договора између Совјетског Савеза и САД, којим је СССР требало да стекне одређени баланс у Скупштини УН. Наиме, СССР је био мишљења да је састав Већа далеко више ишао у корист Западног блока, узевши у обзир број тадашњих капиталистичких и социјалистичких земаља у свету.
Након покушаја државног удара притив Горбачова од стране групе совјетских официра, Врховни совјет Белорусије прогласио је независност 25. августа 1991. године. Белоруска ССР је преименована у Републику Белорусију 19. септембра 1991. године. Белорусија је, заједно са Русијом и Украјином, 8. децембра 1991. године, била потписница Бјаловешког уговора, којим је основана Заједница независних држава. Совјетски Савез признао је независност Белорусије 25. децембра 1991. године.

## Функционери Белоруске ССР

### Председници
- Председник Централног извршног комитета
  - Александар Червјаков (1. август 1920—16. јун 1937)
  - Михаил Стакун (7. јул 1937—26. октобар 1937)
  - Никифор Натаљевич (2. новембар 1937—25. јул 1938)
- Председник Врховног совјета
  - Надежда Грекова (25. јул 1938—27. јул 1938)
- Председник Президијума Врховног совјета
  - Никифор Натаљевич (27. јул 1938—17. март 1948)
  - Василиј Козлов (17. март 1948—2. децембар 1967)
  - Фјодор Сурганов и Валентина Кљочкова (2. децембар 1967—22. јануар 1968)
  - Сергеј Притјитски (22. јануар 1968—13. јун 1971)
  - Фјодор Сурганов, Валентина Кљочкова и Иван Кљимов (13. јун 1971—16. јул 1971)
  - Фјодор Сурганов (16. јул 1971—27. децембар 1976)
  - Владимир Љобанок и Зинаида Бјиховскаја (7. децембар 1976—28. фебруар 1977)
  - Иван Пољаков (28. фебруар 1977—29. новембар 1985)
  - Георгиј Таразевич (29. новембар 1985—28. јул 1989)
  - Николај Дементјеј (28. јул 1989—18. мај 1990)
- Председник Врховног совјета
  - Никола Дементјеј (18. мај 1990—25. август 1990)
  - Станислав Шушкјевич (25. август 1990—18. септембар 1991)

### Премијери
- Председник Већа народних комесара
  - Александар Червјаков (1. август 1920—17. март 1924)
  - Јосиф Адамович (17. март 1924—7. мај 1927)
  - Николај Галадјед (7. мај 1927—30. мај 1937)
  - Данијил Вољкович (30. мај 1937—8. септембар 1937)
  - Афанасиј Коваљев (10. септембар 1937—28. јул 1938)
  - Кузма Кисељев (28. јул 1938—28. јун 1940)
  - Иван Бјилински (28. јун 1940—7. фебруар 1944), (у егзилу у Руској СФСР од јуна 1940. до јула 1944)
  - Пантелејмон Пономаренко (7. фебруар 1944—1946)
- Председник Већа министара
  - Пантелејмон Пономаренко (1946—15. март 1948)
  - Алексеј Кљешчев (15. март 1948—25. јун 1953)
  - Кирил Мазуров (25. јун 1953—28. јул 1956)
  - Николај Авакимович (28. јул 1956—9. април 1959)
  - Тихон Кисељев (9. април 1959—11. децембар 1978)
  - Александар Аксијонов (11. децембар 1978—8. јул 1983)
  - Владимир Бровиков (8. јул 1983—10. јануар 1986)
  - Михаил Коваљев (10. јануар 1986—7. април 1990)
  - Вјачеслав Кебич (7. април 1990—19. септембар 1991)[4]